# Nordmark (tysk-romerska riket)

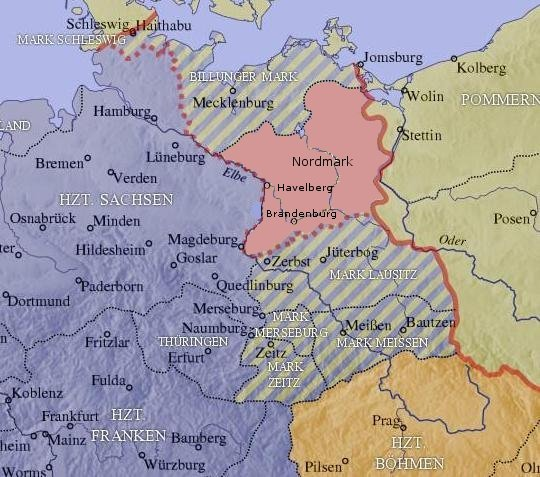
Nordmarks största utsträckning mellan 965 och 983 markerad i rosa.

Nordmark var ett markgrevskap och gränsterritorium i tysk-romerska riket, grundlagt år 965. Det existerade fram till Albrekt Björnens grundläggande av Markgrevskapet Brandenburg 1157, då det uppgick i huset Askaniens nya territorier i Brandenburg.
Nordmark bildades 965 genom kejsar Otto I:s uppdelning av Gero I:s stora erövrade områden Geromark i vad som då var Tysk-romerska rikets gränstrakter, och Nordmark hade då sin största utsträckning. Området låg i trakten av den nuvarande tyska delstaten Brandenburg och södra delen av Mecklenburg-Vorpommern, och omfattade land från västra sidan av Elbe till floden Oder. Redan år 983 gjorde de av Gero I införlivade slaviska rikena uppror mot de tyska härskarna, och fram till 1100-talet återstod endast en mindre rest väster om Elbe av det stora markgrevskapet, så att markgrevetiteln av Nordmark huvudsakligen blev nominell.
Detta mindre område väster om Elbe kom senare under medeltiden att betecknas som Altmark. 
Markgreven Albrekt Björnen ärvde 1150 stora områden öster om Elbe genom en överenskommelse med den kristne hevellerfursten Pribislav-Henrik. Efter Albrekt Björnens återerövring av borgen i Brandenburg an der Havel 1157 från den slaviske fursten Jaxa av Köpenick, kom markgrevskapet att kallas Markgrevskapet Brandenburg, efter borgen i Brandenburg an der Havel som blev områdets administrativa huvudstad.